# 拉伊格拉 (智利)

拉伊格拉（西班牙語：La Higuera），是智利的城鎮，位於該國中部科金博大區的埃爾基省，面積4,158.2平方公里，海拔高度594米，2012年人口4,285人，人口密度每平方公里1.0人。
29°30′S 71°16′W / 29.500°S 71.267°W